# Переступень белый
Пересту́пень бе́лый, или брио́ния белая (лат. Bryónia álba) — травянистое растение; вид рода Переступень (Bryonia) семейства Тыквенные (Cucurbitaceae). Растение известно также под названием «адамов корень».

## Ботаническое описание

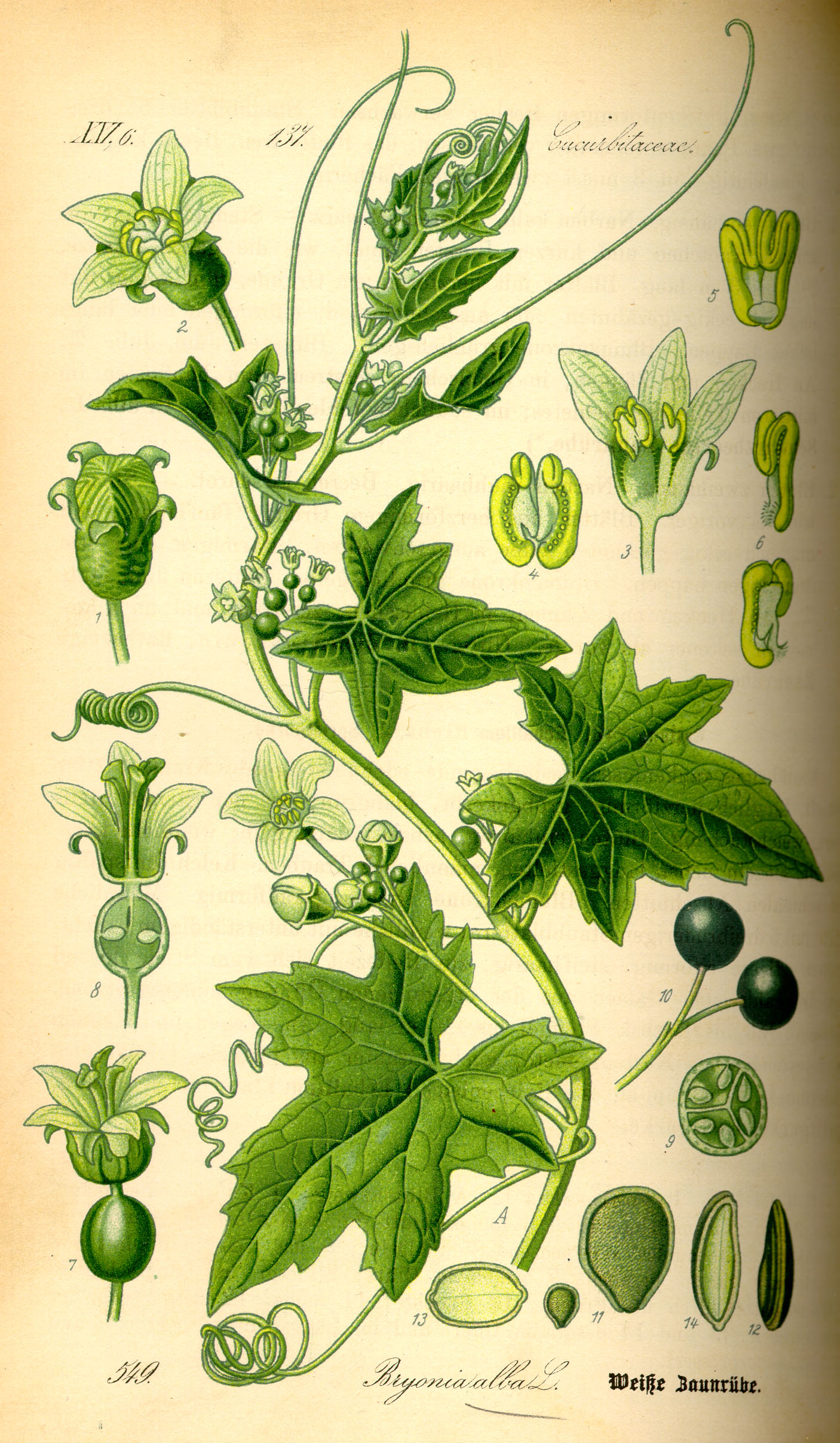

Многолетняя травянистая однодомная лиана.
Корень толстый, мясистый (реповидный), часто двух- или трёхраздельный.
Стебли длиной 2—4 м, голые или усаженные мелкими шипами, лазящие при помощи неразветвлённых усиков.
Листья на длинных черешках, пятилопастные, по краю зубчатые, с шероховатой поверхностью, до 10 см длиной.
Цветки раздельнополые, желтовато-белого цвета. Пестичные цветки собраны в щитковидных или зонтиковидных соцветиях. Тычинковые цветки в кистях, расположенных в верхней части стебля. Цветёт в мае — июне.
Плоды — шаровидные ягоды чёрного цвета 7—8 мм в диаметре. Созревают в июле — августе.
Растение ядовито!

## Химический состав
В корнях обнаружены дубильные вещества, кумарины, углеводы, бриноловая кислота, алкалоиды, азотсодержащие соединения, жирное масло, смолы, фитостерины и их гликозиды, эфирное масло, тетрациклические тритерпеновые сапонины, производные бриогенина. Главные из них — брионин и брионидин.

## Значение и применение
В качестве лекарственного сырья используется корень переступня белого свежий (лат. Radix Bryoniae albae recens). Это собранные до начала цветения, разрезанные на куски корни дикорастущего переступня белого. Настойку свежих корней ранее использовали в составе препарата «Акофит» для лечения радикулитов, невритов, ревматизма, люмбаго, плекситов. Препараты переступня белого в эксперименте обладают противоопухолевыми свойствами.
В народной медицине применяют как кровоостанавливающее, болеутоляющее средство.
Используется в гомеопатии как болеутоляющее при ревматизме, полиартритах, подагре.
Ядовито! Оказывает сильное раздражающее действие на слизистую желудочно-кишечного тракта, почки, вызывая рвоту, колики. При общем действии наблюдается возбуждение, судороги и последующий паралич ЦНС.
Культивируется как декоративное растение.